# Sazan
Ne doit pas être confondu avec Southern All Stars.
Sazan ou Sazanit (en italien Saseno, en grec Sáson) est une petite île d'Albanie.  Sa situation stratégique à l'entrée de la baie de Valona, sur laquelle donne la ville de Vlora, lui vaut son surnom de « Sentinelle de Vlora » ou celui de  « Porte de l’Adriatique » que lui donne l'historien Petrit Nathanaili, de l'université de Tirana, dans un article. En effet, c'est un point stratégique pour surveiller le détroit d’Otrante. Elle a une superficie de 5 km2 et est inhabitée. L'île est ouverte au public depuis juillet 2015.

## Histoire
Son nom antique est Sason (grec ancien : Σάσων, latin : Sason ou Sasonis insula). 
L'île, jadis romaine et byzantine, a appartenu à Venise de 1204 aux temps modernes, sous le nom de Saso. Après les guerres napoléoniennes, elle fit partie du protectorat britannique des Îles Ioniennes.
En 1864, elle fut cédée à la Grèce avec les autres îles Ioniennes. À la fin de la Deuxième Guerre balkanique en 1913, l'Italie et l'Autriche contraignirent la Grèce à évacuer l'Épire du Nord, île de Sassos incluse (l'Épire était peuplée de Grecs et d'Albanais : le nord fut attribué à l'Albanie nouvellement indépendante, le sud à la Grèce).
Sassos, désormais Sazan, ne resta cependant albanaise qu'un an, car l'Italie s'en empara le 30 octobre 1914 et y installa une base militaire. Cette annexion de fait fut plus tard officialisée le 26 avril 1915 dans le pacte de Londres. Après la Première Guerre mondiale, l'Albanie céda formellement l'île à l'Italie, le 2 septembre 1920 dans un protocole albano-italien.
Elle revint sous contrôle albanais le 10 février 1947 conformément aux traités mettant fin à la Seconde Guerre mondiale. L'île fut ensuite utilisée par la marine soviétique, basée à Pacha-Limani jusqu'à la rupture des relations soviéto-albanaises en 1960. L'Albanie d'Enver Hoxha tourne définitivement le dos à l'URSS et choisit le camp de la Chine maoïste. Les militaires russes quittent l'île, remplacés un temps par les Chinois, lesquels partent à leur tour lors de la rupture sino-albanaise de 1978. Les Albanais gardent désormais, seuls, l'unique île que leur territoire possède. L'armée albanaise en a fait une véritable forteresse, dotée de quelque 3600 bunkers dans un pur style réaliste socialiste, reliés entre eux par des tunnels et des installations souterraines. 
De nos jours, les marines italiennes et albanaises administrent ensemble une brigade de surveillance maritime dans la base abandonnée en 1990, après la chute du communisme. Restée fermée depuis, l'île est ouverte au public depuis 2015.

## Environnement
En 2010, le littoral autour de l’île est classé Aire marine protégée. Cette AMP nommée Karaburun/Sazan devient la première – et à ce jour la seule – d’Albanie. Une initiative qui a poussé le Conservatoire du littoral français à entamer une collaboration avec ses homologues locaux sur la gestion de cette île. En 2012 et 2013, le Conservatoire du Littoral lance ainsi via son initiative PIM (Petites Iles de Méditerranée) des campagnes d’études sur la biodiversité de Sazan. Ces prospections ont révélé la richesse de la biodiversité de l’île : quelque 300 espèces pour la flore, 40 au niveau ornithologique, ou encore dix nouvelles espèces d’insectes jusqu’ici inconnues en Albanie. 
Ce riche inventaire, suivi d’une évaluation écologique et d’un état des lieux de la pollution terrestre, permettra de mettre en place un plan de gestion rationnelle de l’île.

## Philatélie
Pendant la plus grande partie de l'occupation italienne, des timbres italiens furent utilisés.  Toutefois, en 1923, huit timbres furent surchargés de la mention « Saseno ». Ils ne sont pas particulièrement rares et peuvent coûter 30-35 dollars chacun, bien qu'en trouver sur des enveloppes soit difficile.